# True Grit (2010)
True Grit (bra: Bravura Indômita; prt: Indomável) é um filme estadunidense de faroeste, escrito e dirigido pelos irmãos Coen. É a segunda adaptação do romance de Charles Portis de 1968 do mesmo nome, que já havia sido adaptado para o cinema em 1969, estrelado por John Wayne. O filme é estrelado por Hailee Steinfeld como Mattie Ross e Jeff Bridges, como Delegado Reuben J. "Rooster" Cogburn, juntamente com Matt Damon, Josh Brolin e Barry Pepper.
As filmagens começaram em março de 2010, e o filme foi lançado oficialmente em 22 de dezembro de 2010 nos EUA, após as exibições prévias no início do mês. O filme abriu o 61ª Festival Internacional de Berlim em 10 de fevereiro de 2011. O filme estreou em 11 de fevereiro de 2011 no Brasil em 17 de Fevereiro do mesmo ano em Portugal.
Foi indicado a dez Oscars: Melhor Filme, Melhor Diretor, Melhor Roteiro Adaptado, Melhor Ator (Jeff Bridges), Melhor Atriz Coadjuvante (Hailee Steinfeld), Melhor Direção de Arte, Melhor Fotografia, Melhor Figurino, Melhor Mixagem de Som e Melhor Edição de Som.

## Enredo
O filme é narrado pela já adulta Mattie Ross (Elizabeth Marvel), que explica que seu pai foi assassinado por um de seus ajudantes contratados, Tom Chaney (Josh Brolin), quando ela tinha 14 anos; Chaney fugiu com os cavalos de seu pai e duas peças de ouro da Califórnia. Enquanto recolhe o corpo de seu pai, Mattie (interpretada por Hailee Steinfeld) indaga sobre a contratação de um oficial para rastrear Chaney. Lhe são dados três nomes, mas opta por contratar Rooster Cogburn (Jeff Bridges), porque é descrito como o mais impiedoso. Ele aceita o pagamento mas não gosta quando a menina diz que quer acompanhá-lo.

## Elenco
- Jeff Bridges - Delegado Reuben J. "Rooster" Cogburn
- Hailee Steinfeld - Mattie Ross
- Matt Damon - Texas Ranger LaBoeuf
- Josh Brolin - Tom Chaney
- Barry Pepper - "Lucky" Ned Pepper
- Paul Rae - Emmett Quincy
- Nicholas Sadler - Sullivan
- Bruce Green - Harold Parmalee
- Joe Stevens - Lawyer Goudy
- Dakin Matthews - Colonel Stonehill
- Elizabeth Marvel - 40-year-old Mattie
- Leon Russom - Sheriff
- Jake Walker - Judge Isaac Parker
- Peter Leung - Mr. Lee
- Don Pirl - Cole Younger
- Jarlath Conroy - The Undertaker

## Prêmios e indicações
Oscar
- Melhor Filme : Ethan Coen e Joel Coen - Indicado
- Melhor Diretor : Joel Coen e Ethan Coen - Indicado
- Melhor Ator : Jeff Bridges - Indicado
- Melhor Atriz Coadjuvante : Hailee Steinfeld - Indicado
- Melhor Roteiro Adaptado : Joel Coen e Ethan Coen - Indicado
- Melhor Fotografia - Indicado
- Melhor Direção de Arte - Indicado
- Melhor Figurino - Indicado
- Melhor Mixagem Som - Indicado
- Melhor Edição de Som - Indicado

BAFTA
- Melhor Filme Ethan Coen e Joel Coen - Indicado
- Melhor Ator  Jeff Bridges - Indicado
- Melhor Atriz  Hailee Steinfeld - Indicado
- Melhor Roteiro Adaptado Ethan Coen e Joel Coen - Indicado
- Melhor Fotografia  - Vencedor
- Melhor Design de Produção - Indicado
- Melhor Figurino - Indicado

SAG Awars
- Melhor Ator  Jeff Bridges - Indicado
- Melhor Atriz Coadjuvante Hailee Steinfeld - Indicado